# Callogryllus parvus
Callogryllus parvus är en insektsart som beskrevs av Lucien Chopard 1932. Callogryllus parvus ingår i släktet Callogryllus och familjen syrsor. Inga underarter finns listade i Catalogue of Life.